# 鄧宗齡
鄧宗齡（1558年—1586年），字子振，號梅源，廣東雷州府徐聞縣人，民籍，明朝政治人物。

## 生平
萬曆四年（1576年）丙子科廣東鄉試第六十一名，萬曆十一年（1583年）癸未科會試第五十名，登三甲第二百三十名進士。選取庶吉士，十三年（1585年）授翰林院检讨，十四年养病，卒。著有《吹剑斋文集》八卷。

## 家族
曾祖鄧植，曾任監生；祖父鄧煥，曾任儒官；父鄧邦基，曾任通判。母張氏。重庆下。弟宗京。